# Schloss Oberrot
Das Schlössle von Oberrot ist ein ehemaliger, kleiner Adelssitz in Oberrot, einer Gemeinde im baden-württembergischen Landkreis Schwäbisch Hall. Das Fachwerkgebäude (Rottalstraße 60) befindet sich in Privatbesitz.

## Geschichte
Ursprünglich gehörte das Schlössle den Herren von Rot, einem erloschenen Ortsadelsgeschlecht. Der Stammsitz derer von Rot war die alte Burg auf dem Schlossbuckel. Nach dessen Zerstörung um 1290 errichtete die Familie um 1300 ein Festes Haus in der Ortsmitte von Oberrot. Zu Beginn des 15. Jahrhunderts verarmten die Herren von Rot und mussten ihren Besitz zum Großteil an die Schenken von Limpurg verkaufen. Das Schlösschen in der Dorfmitte wurde im Städtekrieg (1449 bis 1450) verwüstet und niedergebrannt. Lediglich der Gewölbekeller blieb erhalten. Auf den Überresten wurde 1550 ein Neubau errichtet. 1555 traten die Schenken das Anwesen an die von Gaisberg ab. 1565 wohnte Georg von Gaisberg in dem Schlösschen. Auf ihn folgte 1571 die Familie Senft von Suhlburg. 1576 wurde Heinrich Senft von Suhlburg von den Württembergern mit einem Jagdbezirk in Oberrot belehnt und ihm erlaubt, Antvögel (Enten) auf der Rot zu schießen. 1631 starb der kinderlose Ernfried Senft von Suhlburg auf einer Italien-Reise. Damit war das Geschlecht erloschen; Das Erbe fiel an das Geschlecht derer von Elrichshausen. Um 1690 bewohnte Conrad von Tessin, Hofmeister der Schenken von Limpurg, das Anwesen. 1707 kam das Schlösschen wieder an die Schenken von Limpurg. 1738 ließ Gräfin Wilhelmina Christina zu Solms-Assenheim (geb. von Limpurg) gegenüber des alten Schlösschens ein herrschaftliches Amtshaus erbauen. Im 18. Jahrhundert wurde das Gebäude als Altes Amtshaus bezeichnet und schließlich an Bürgerliche verkauft. Der Adelssitz geriet in Vergessenheit und wurde lange fälschlicherweise für eine Zehntscheuer gehalten. Erst in den 2000er Jahren konnte durch Nachforschungen der Eigentümerin bewiesen werden, dass es sich bei dem Gebäude um einen ehemaligen Adelssitz handelt. Nach einer aufwändigen Sanierung, die von der Deutschen Stiftung Denkmalschutz unterstützt wurde, dient das Gebäude als Äskulap-Informationszentrum.
Drei Epitaphe der Senft von Suhlburg befinden sich im Chor der evangelischen Dorfkirche.

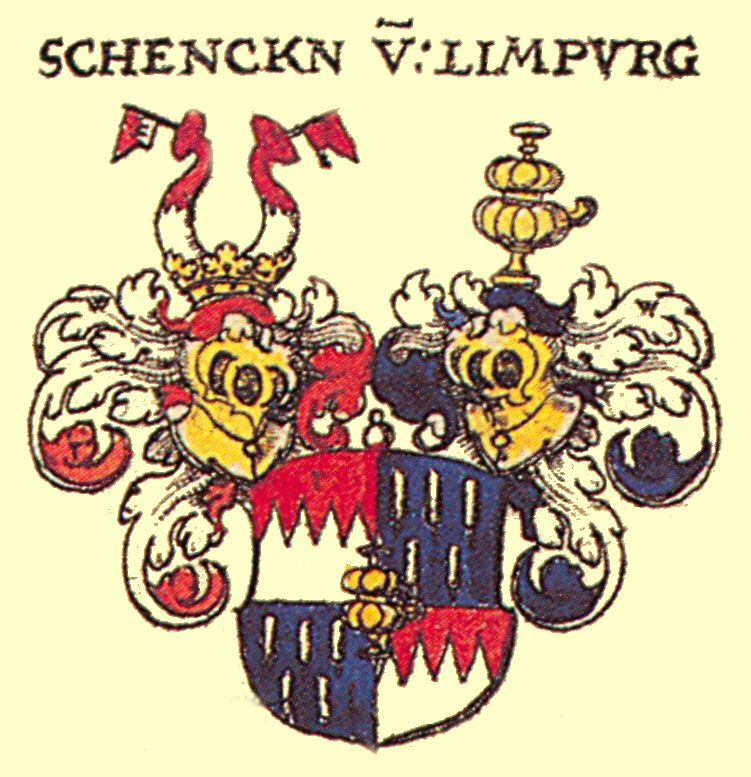
Schenken von Limpurg
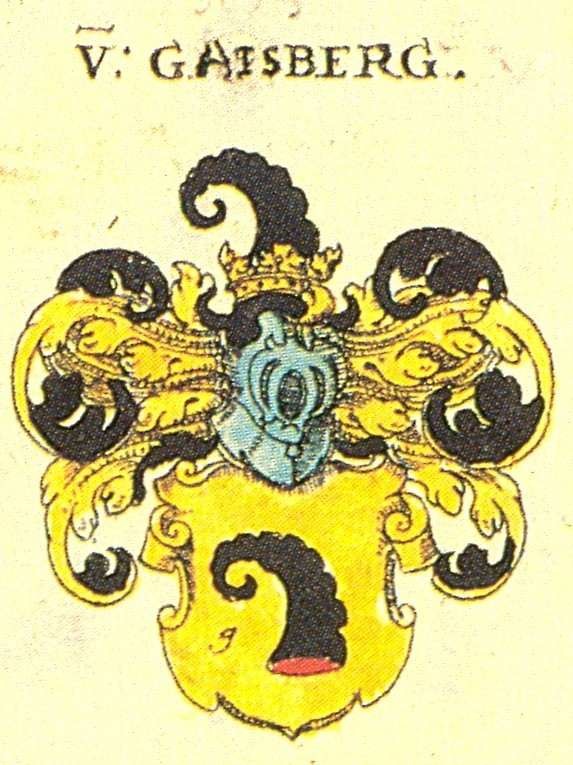
von Gaisberg
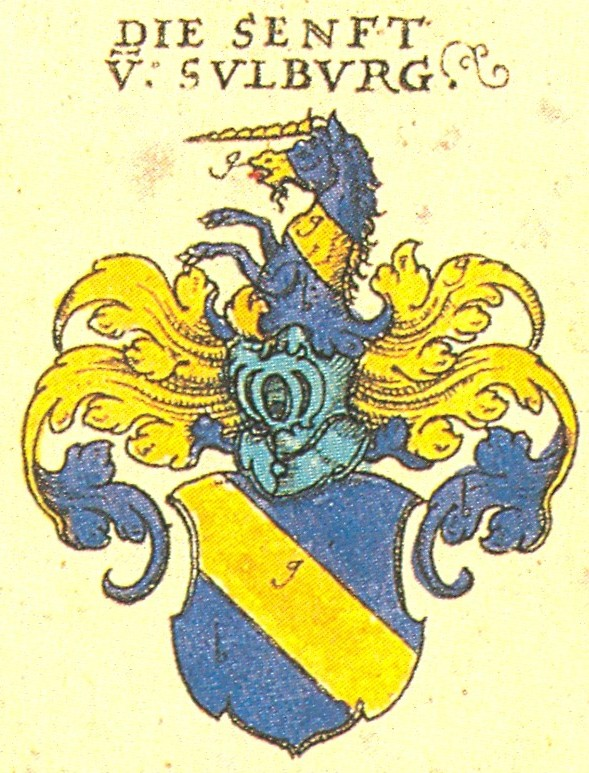
Senft von Suhlburg
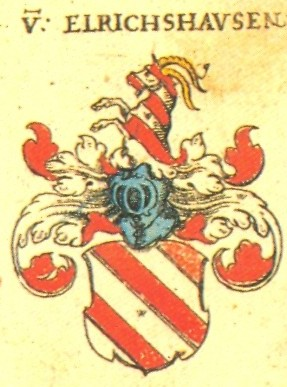
von Elrichshausen